# Cerkiew św. Dymitra w Hajnówce
Cerkiew pod wezwaniem św. Dymitra – prawosławna cerkiew parafialna w Hajnówce. Należy do dekanatu Hajnówka diecezji warszawsko-bielskiej Polskiego Autokefalicznego Kościoła Prawosławnego. Świątynia znajduje się przy ulicy Warszawskiej 103.
Cerkiew została wybudowana w latach 1995–2007 według projektu architekta Michała Bałasza. Dzieli się na cerkiew górną i dolną. W dolnej cerkwi znajduje się ołtarz poświęcony św. Serafinowi z Sarowa. W górnej ołtarz główny św. Dymitra i boczny Włodzimierskiej Ikony Matki Bożej. Ikonostas wykonany przez artystów ukraińskich (Charków, Kijów, Poczajów) w latach 2005–2006.